# Relações entre Líbia e Sérvia
As relações entre Líbia e Sérvia são as relações diplomáticas estabelecidas entre a Líbia e a Sérvia. A Líbia tem uma embaixada em Belgrado e a Sérvia possui uma embaixada em Tripoli.
A República Socialista Federativa da Iugoslávia estabeleceu ligações econômicas com a Líbia através do comércio de armas, que seria em grande parte herdada pela Sérvia após a dissolução da Iugoslávia. Várias aeronaves da Força Aérea da Líbia que foram capturadas ou usadas para defender os partidários de Gaddafi foram feitas pela SOKO, uma fabricante de aeronaves iugoslava, localizada na atual Bósnia e Herzegovina. Muammar Gaddafi manteve laços diplomáticos fortes com a Sérvia após a Iugoslávia se desintegrar entre 1991 e 1995. A opinião pública na Sérvia foi citada como sendo favorável do regime de Muammar Gaddafi.
Em 25 de agosto de 2011, a Sérvia reconheceu oficialmente o Conselho Nacional de Transição como o governo no poder na Líbia. No entanto, as relações com o governo de transição foram tensas desde o início da Guerra Civil Líbia, quando cinco sérvios foram capturados pelos revolucionários líbios sob a suspeita de que estavam combatendo a favor dos partidários de Muammar Gaddafi.

## Ligações Externas
- Serbian Ministry of Foreign Affairs about relations with Libya
- Serbian Ministry of Foreign Affairs: direction of the Serbian embassy in Tripoli
- Serbian Ministry of Foreign Affairs: direction of the Libya embassy in Belgrade